# Aniela Krzywoń
Aniela Krzywoń (née le 27 avril 1925 à Puźniki près de Buczacz en Pologne - morte le 12 octobre 1943 à Lenino en URSS) est une soldate de deuxième classe du régiment féminin Emilia Plater de l'Armée polonaise,  et la seule polonaise qui reçut le titre de Héros de l'Union soviétique.

## Biographie
Aniela est née dans une famille aux traditions patriotiques, son père Tadeusz s'est battu dans les légions de Piłsudski puis en 1939, il participa à la campagne de Pologne. En 1940, elle est déportée avec toute sa famille en Sibérie, tout d'abord à Iakoutino (oblast d'Irkoutsk), ensuite à Kansk (kraï de Krasnoïarsk), où elle commence à travailler dans l'industrie de la viande.
Le 29 mai 1943, elle s'engage volontairement dans l'Armée polonaise de l'Est et reçoit son affectation à la première compagnie de fusiliers du 1er bataillon féminin indépendant. Pendant la bataille de Lenino, Aniela avec son détachement est affectée à la protection de l'état-major de la 1re division d'infanterie. Sa mission consiste à défendre le camion transportant les documents de l'état-major. Le véhicule touché par une bombe aérienne allemande s'enflamme, Aniela sauve deux blessés et une caisse de documents sous le feu ennemi et périt elle-même dans les flammes.
Par décret du Soviet suprême, elle reçoit le titre d'Héroïne de l'Union soviétique le 11 novembre 1943.
Aniela Krzywoń a été décorée à titre posthume de l'ordre militaire de Virtuti Militari, de l'Étoile d'or, de héros de l'Union soviétique, ainsi que de l'ordre de Lénine. Elle est enterrée au cimetière polonais de Lenino.

## Décorations
- Croix d'argent de l'Ordre militaire de Virtuti Militari
- Ordre de Lénine
- Héroïne de l'Union soviétique

## Postérité
Son nom est donné aux rues de plusieurs villes de Pologne, notamment: Bielsko-Biała, Cracovie, Łódź, Nowa Dęba, Skierniewice, Szczecin, Varsovie, Zabrze, Zielona Góra  mais aussi à Kansk en Russie.
Le 5 janvier 1985 dans la ville de Kansk, a été inauguré un monument d'Aniela Krzywoń.